# Kamenný most (Budkov)
Kamenný most ze 16. století se nachází na silnici III/14418 u Budkova v okrese Prachatice v Jihočeském kraji, přemosťuje Libotyňský potok. Most je kulturní památka České republiky.

## Popis
Kamenný dvouobloukový most se nachází severovýchodně na okraji obce Budkov na silnici III/14418 (v km 3,965). Přemosťuje Libotyňský potok, který se vlévá do řeky Blanice. Most je postaven z lomového kamene, pojivem je vápenná malta, je hrubě omítnut vápenocementovou omítkou. Polokruhové klenby (dvě) se opírají o dva střední pilíře a boční opěry. Na návodní straně středního pilíře je kamenný blok pro jeho ochranu. Vozovka je tvořená živičným pásem. Koryto potoka je pod mostem vyloženo lomovým kamenem, dále po proudu je skalnaté. Pod severoseverovýchodním obloukem je dno o 25 cm sníženo a v období sníženého průtoku vody protéká voda jen pod tímto obloukem.